# Zgoda Ruda Śląska Bielszowice
KS Zgoda Ruda Śląska Bielszowice – rudzki klub piłki ręcznej, dwukrotny zdobywca Pucharu Polski. Wcześniejsza nazwa: Zgoda Bielszowice.
Z dniem 17 grudnia 2010 cała kadra zespołu dostała dwutygodniowe wypowiedzenia z powodu braku zapewnienia ze strony prezydent miasta Grażyny Dziedzic dalszego finansowania klubu. W dniu 3 stycznia 2011 zarząd klubu wycofał drużynę z rozgrywek Pucharu Polski. 4 stycznia podjęto decyzję o wycofaniu drużyny z rozgrywek ligowych.
Na przełomie lipca i sierpnia 2011 reaktywowana została drużyna seniorek. Zespół występował w II lidze gr. IV.
W sezonie 2011/12 drużyna Zgody zajęła II lokatę, przegrywając awans do I ligi z drużyną TORu Dobrzeń Wielki.
Po zakończeniu sezonu 2013/14 większość zawodniczek występujących w seniorskiej drużynie zrezygnowała z gry z powodu braku szans na rozwój sportowy. Zespół opuścił również sztab szkoleniowy. W sierpniu 2014 roku, na miesiąc przed rozpoczęciem rozgrywek ligowych, zespół przejął duet trenerski Marek Płatek i Piotr Depta.
W sezonie 2018/19 zespół, na 3 kolejki przed zakończeniem rozgrywek, zapewnił sobie awans do rozgrywek I ligi.
Z początkiem sezonu 2019/20 zespół wygrał II Klubowy Puchar Małopolski pokonując KS Cracovia 1906 24:23 (13:10) oraz SPR Olkusz 24:22 (14:9)

## O klubie

### Sukcesy

#### Sukcesy krajowe
Puchar Polski
- 2003, 2004.
- uczestnik Finału Pucharu Polski: 1988.
- uczestnik Final Four Pucharu Polski: 1994, 2006, 2007.

 Klubowy Puchar Śląska
- - 2002, 2003, 2004, 2006
- - 1999, 2000, 2001, 2007
- - 2009, 2018

 Klubowy Puchar Małopolski
- - 2019

 Mistrzostwa Polski Juniorek
- - 1973, 1988, 1991

 Mistrzostwa Polski Juniorek Młodszych
- - 2004
- - 1990, 1991, 2021[4], 2022[5]

 Puchar ZPRP Młodziczek
- - 2021[6]

 Mistrzostwa Polski Masters +33
- - 2016
- - 2018
- - 2014
- IV - 2017, 2019

#### Sukcesy w Europie

##### EHF Cup
- Sezon 2005/06

HC Motor Zaporozhye – Zgoda Ruda Śląska 26:19
Zgoda Ruda Śląska – HC Motor Zaporozhye 20:25

##### Puchar Zdobywców Pucharów
- Sezon 2003/04
  - Runda 2

CD Gil Eanes-Lagos – Zgoda Ruda Śląska 19:16
Zgoda Ruda Śląska – CD Gil Eanes-Lagos 24:21
(Bramki strzelone na wyjeździe zdecydowały o awansie drużyny Gil do następnej rundy)
- Sezon 2004/05
  - Runda 2

Openline V-L Geleen – Zgoda Ruda Śląska 20:30
Zgoda Ruda Śląska – Openline V-L Geleen 33:17
- - Runda 3

FCK Handbold Kopenhagen – Zgoda Ruda Śląska 34:19
Zgoda Ruda Śląska – FCK Handbold Kopenhagen 21:33

##### Challenge Cup
- Sezon 2006/07
  - 1/8 Finału

Trabzon Belediyespor – Zgoda Ruda Śląska 27:39
Zgoda Ruda Śląska – Trabzon Belediyespor 35:18
- - 1/4 Finału

RK Tresnjevka Zagreb – Zgoda Ruda Śląska 25:23
Zgoda Ruda Śląska – RK Tresnjevka Zagreb 25:27
- Sezon 2007/08

DHK Zora Olomouc – Zgoda Ruda Śląska 27:21
Zgoda Ruda Śląska – DHK Zora Olomouc 22:23